# Olenecamptus grisescens
Olenecamptus grisescens es una especie de escarabajo longicornio del género Olenecamptus, categorizada en la tribu Dorcaschematini, de la subfamilia Lamiinae. Fue descrita por Pic en 1939.

## Descripción
Mide 12 mm de longitud.

## Distribución
Se distribuye por Vietnam.